# Шанс (телепроєкт)
Шанс — музичний телепроєкт, оригінальний український формат співочого талант-шоу Ігоря Кондратюка. «Шанс» став ідейним продовженням іншого проєкту того ж продюсера «Караоке на майдані».
Герої, які перемагали в програмі «Караоке на майдані», від'їздили на лімузині та автоматично ставали учасниками іншої телепередачі під назвою «Шанс», де протягом одного дня над ними працювали найкращі стилісти, візажисти, дизайнери та тренери-продюсери Андрій Кузьменко та Наталія Могилевська, проте іноді одного продюсерів підміняли інші українські зірки: Олександр Пономарьов, Світлана Лобода тощо. Спочатку обидва продюсера працювали з учасником, а згодом (з третього сезону) 2 переможці «Караоке на майдані» ставали підопічними двох різних тренерів та змагалися один з одним. Наприкінці дня кожен з учасників у новоствореному сценічному образі у прямому ефірі повинен був виконати обрану пісню на сцені разом з провідними танцюристами та балетами країни.
Переможці прямих ефірів обиралися голосуванням глядачів та претендували на вихід до фіналу сезону, куди, як правило, виходило 7—8 найкращих учасників серед переможців окремих програм. Учасник останньої програми «Караоке на майдані», зйомки якої відбувалися в день фіналу, автоматично ставав його учасником як так званий «джокер». У фіналі усі учасники виконували оригінальні спеціально написані відомими композиторами та поетами-піснярами нові пісні та співали дуетом вже відомі пісні разом з зірковими виконавцями української естради. Переможець отримував право ротації пісні на радіо та на зйомку відеокліпу, у перших 3 сезонах переможець також автоматично ставав учасником престижного міжнародного конкурса молодих виконавців у Юрмалі «Нова хвиля», з 4-го сезону переможцям пропонувалася альтернатива у вигляді 100 тисяч гривень. Через те, що переможець 4-го сезону Анатолій Кальяненко обрав гроші замість музичних просувань, на «Нову хвилю» вирушив срібний призер Денис Болдишев. Надалі ніхто з переможців не отримував право на участь у «Новій хвилі» автоматично, лише отримував право участі у відборах. Переможець 9-го сезону Михайло Мостовий також обрав грошовий приз. В останньому, 10-му сезоні у фіналі зійшли поруч із найкращими учасниками сезону і найяскравіші учасники попередніх сезонів, які не здобули перемоги.
Програма «Шанс» тричі отримувала нагороду престижної української телевізійної премії «Телетріумф», у 2004 році в номінації «Телевізійна гра», 2006 року в номінації «Розважальна програма», у 2007 році в номінації «Музична передача».
Ще одним сезоном проєкту, що відбувався за іншими правилами став «Американський шанс», де обиралося 5 дівчат до дівочого поп-гурту, який мав отримати розкрутку у США. Серед членів міжнародного журі були Ігор Кондратюк та Ерік Робертс. Проєкт був не таким успішним, проте його фіналістки і переможниці — Надія Дорофеєва, Анастасія Кочетова, Яна Соломко та Людмила Ясінська — стали відомими співачками та селебріті.

### Перший сезон 2003
Результати фіналу:
1. Віталій Козловський
2. Ольга Кочеткова
3. Дмитро Лисицин
4. Олена Попач (Марго)
5. Олена Чирва
6. Генадій Семененко
7. Тріо «Шанс» (Стефанія, Олеся и Валерія)
8. Юрій Яремчук

### Другий сезон 2004
Результати фіналу:
1. Олександр Воєвуцький 43272 голосів
2. Сергій Мироненко 39866
3. Адам Горбатюк 30657
4. Василь Зверєв 16669
5. Юлія Забродська 12429
6. Валентина Паравян 12337
7. Гурт SKAMC 8564
8. Ірина Ясевіна 8327

### Третій сезон
Результати фіналу:
1. Наталія Валевська 34939
2. Алі Іліясов 26048
3. Олексій Шубін 23692
4. Іван Березовський 16819
5. Ігор Воєвуцький 12460
6. Юлія Лунга 10447
7. Юлія Свіязова 7569
8. Дмитро Тодорюк 6368
9. Юлія Сіренко 4156
10. Ольга Крамаренко 4097
11. Катя Веласкес 3818
12. Марина Українець 3228

### Четвертий сезон
Результати фіналу:
1. Анатолій Кальяненко
2. Денис Болдишев
3. Сандерс (Руслан Мороз)
4. Володимир Ткаченко
5. Андрій Клименко
6. Тетяна Белінська
7. Олена Корнєєва
8. Сергій Слєсаренко
9. Євген Лукаш

### П'ятий сезон
Результати фіналу:
1. Павло Табаков 132142
2. Петро Дмитриченко 119???
3. Дмитро Іващенко 47001
4. Галина Іванникова 39549
5. Марина Маковій 35899
6. Артем Луньов 16161
7. Олена Корнєєва 16161
8. Гайк Григорян та Христина Кім 8622
9. Надія Дорофєєва 6404

### Шостий сезон
Результати фіналу:
1. Віктор Мельник 64562
2. Інна Цимбалюк — після попереднього раунду йшла на другому місці, проте у фіналі відмовилася від оголошення своїх результатів через участь у конкурсі краси «Міс Всесвіт»
3. Тетяна Заєць 25050
4. Едуард Ільницький 20271
5. Володимир Рибчук 11828
6. Андрій Романіді 11707
7. Лілія Таран 8493
8. Вікторія Романова 6586
9. Іванна Гетто 6404

### Сьомий сезон
Результати фіналу:
1. Олеся Киричук 46505
2. Анаїт Погосян 39939
3. Демірель та Ленмар Абдулаєви 25539
4. Артур Серветник 24734
5. Анастасія Лавренчук 23190
6. Василь Логай 20577
7. Владіслав Левицький 17436
8. Віталій Чирва 6673

### Восьмий сезон
Результати фіналу:
1. Інна Воронова 50673
2. Анна та Марія Опанасюк 50380
3. Марія Собко 38982
4. Quest Pistols 31716
5. Дмитро Каднай 30336
6. Володимир Твердохліб 14653
7. Інна Олійник 14075

### Дев'ятий сезон
Результати фіналу:
1. Михайло Мостовий 47396
2. Андрій ??? 46342
3. Іван Шемета 34994
4. Ольга Шандрик 32400
5. Юлія Макаревич 27132
6. Юлія Лут 26233
7. Євген Турчинов 13254
8. Андрій Юрець 9644

### Десятий сезон
Результати фіналу:
1. Петро Дмитриченко 49776
2. Анна та Марія Опанасюк 27327
3. Маша Собко 19960
4. Ігор Татаренко 17563
5. Олександр Матичак 16843
6. Анастасія Демида 16588
7. Людмила Нитичук 15951
8. Олександра Нудьга 14345
9. Михайло Бочевар 12105

## Подальша доля учасників проєкту
Починаючи з 2006 року колишні учасники проєкту «Шанс» регулярно проходили сито кваліфікаційних раундів Національних відборів на Євробачення. До прямих ефірів потрапляли такі «шансовики»:
- Володимир Ткаченко — 4 рази (2006, 2014 під своїм ім'ям, 2020 та 2021 рр як Девід Аксельрод)
- Ольга Шандрик — 4 (2010, 2011, 2012 та 2014 рр, під псевдонімом Shanis)
- Катерина Сміюха — 3 (2010, 2014 та 2016 рр у складі дуету «НеАнгели» як Вікторія Сміюха)
- Віталій Козловський — 2 (2010 та 2017 роки)
- Наталія Валевська — 2 (2010 та 2014 роки)
- Анастасія Кочетова — 2 (2010 — у складі дуету «Stereo» під псевдонімом Еріка, 2017 — під псевдонімом)
- Василь Левицький — 2 (2010 та 2011 рр як Vladislav Левицький)
- Іван Березовський — 2 (2010 та 2011 роки)
- Людмила Нитичук — 2 (2010 та 2017 рр як Міла Нітіч)
- Анна та Марія Опанасюк — 2 (2014 та 2019 рр як дует «Анна-Марія»)
- Олена Корнеєва — 2 (2011 та 2013 роки)
- Марія Собко — 1 (2010 р. — як Маша Собко)
- Дмитро Каднай — 2 (2017 та 2018 рр у складі гурту «KADNAY»)
- Дмитро Тодорюк та Ігор Воєвудський — 1 (2007 р. у складі гурту «Авіатор»)
- Павло Табаков — 1 (2011 р.)
- Ігор Татаренко — 1 (2012 р.)
- Христина Кім — 1 (2011 р.).

У цей період часу кількість учасників прямих ефірів становила від 12 до 24. За крок до півфіналу зупинилася ще одна переможниця «Шансу» Інна Воронова, що потрапила до топ-35 у 2011 році.
Найвищі місця посідали:
- Маша Собко — 2-ге в 2010 році (фактично за балами розділили 1-ше місце зі співачкою Alyosha, проте остання була обрана журі[2])
- Володимир Ткаченко — 3-тє 2014 році та 4-те у 2006-му та 2021-му
- Катерина Сміюха — 5-те у 2007-му, 2014-му та у 2016 роках
- Наталія Валевська — 4-те місце у 2010 році та 5-те у 2014 році
- Анна та Марія Опанасюк — 6-те у 2019 році
- Дмитро Каднай 7-ме у 2017 році
- Дмитро Тодорюк та Ігор Воєвудський — 7-ме місце у 2007 році
- Ольга Шандрик — 9-те місце у 2010 році
- Іван Березовський — 9-те місце у 2010 році
- Анастасія Кочетова — 9-те місце у 2010 році.

На Міжнародному фестивалі мистецтв «Слов'янський базар у Вітебську» також брала участь ціла низка учасників проєкту. Найвищі місця посідали:
- Людмила Нитичук під псевдонімом Міла Нітіч — 3-тє (2-га премія) у 2018 році[3]
- Наталка Валевська — 4-те (3-тя премія) у 2005 році[4]
- Петро Дмитриченко — 4-те (3-тя премія) у 2009 році[5][6][7].

Віталій Козловський, Наталія Валевська та Адам Горбатюк згодом отримали звання «Заслужений артист України».
Нижче наведено перелік найвідоміших учасників проєкту, які продовжили творчу кар'єру по завершенню проєкту, за умовним рівнем успішності:
1. Тарас Тополя та гурт «Антитіла»[8]
2. Надія Дорофєєва (екс-солістка гурту Время и Стекло)[9]
3. Віталій Козловський[10]
4. Антон Савлєпов[11] та Quest Pistols (згодом відомий як гурт «Агонь»)
5. Наталія Валевська[12][13]
6. Анастасія Кочетова (згодом відома як Еріка та MamaRika)[14][15]
7. Павло Табаков (пізніше відомий як TABAKOV, у минулому соліст акапельного колективу «Орфей»)[16][17]
8. Володимир Ткаченко (у минулому соліст дуету «Барселона», пізніше відомий як Девід Аксельрод)[18][19]
9. Дмитро Коляденко (більше відомий як Діма Коляденко)[20][21]
10. Катерина Сміюха, більш відома як VIKTORIA та Вікторія Сміюха[22] (солістка гурту «НеАнгели»[23], також відома як Кайра)
11. Анна та Марія Опанасюк (відомі також як дует Анна-Марія)[24]
12. Марія Собко (більше відома як Маша Собко)[25]
13. Дмитро Каднай[26] (соліст гурту «Kadnay»)[27]
14. Василь Левицький[28][29]
15. Олександр Воєвудський[30][31]
16. Сергій Мироненко[32]Сергій Мироненко. «Мені все в ній подобається». Всеукраїнський тур
17. Міла Нітіч, більш відома як Міла Нітіч[33]
18. Дмитро Тодорюк[34] (соліст гурту «Авіатор»[35])
19. Ігор Воєвудський (соліст гурту «Авіатор»)[36]
20. Олеся Киричук[37][38][39]
21. Лілія Ваврин[40][41]
22. Інна Воронова[42] (солістка гурту «OPG SVYATIE»)[43]
23. Ольга Шандрик (Shanis)[44][45]
24. Юлія Лут (у минулому солістка гурту «Карлос і Піндос»)[46]
25. Ольга Кочеткова[47]
26. Яна Соломко[48]
27. Віктор Мельник[49][50]
28. Інна Цимбалюк[51][52][53]
29. Іван Березовський[54][55][56][57]
30. Петро Дмитриченко[58][59][60]
31. Людмила Ясінська[61][62][63][64]
32. Катя Веласкес[65][66][67][68][69]
33. Адам Горбатюк[70][71]
34. Василь Зверєв[ru][72][73][74]
35. Марина Маковій[75]
36. Андрій Юрець[76][77]
37. Агнета Гриценко[78][79]
38. Денис Болдишев (Соліст гурту «Boldishev Group»)[80][81][82]
39. Михайло Мостовий
40. Анатолій Кальяненко
41. Олена Корнєєва
42. Юлія Забродська[83]
43. гурт SKAMC[84][85][86]
44. Катя Білінська
45. Інна Олійник
46. Андрій Романіді
47. Ігор Татаренко[76][87]
48. Христина Кім[68]
49. Олена Попач
50. Інна Олійник
51. Алі Іліясов
52. Анатолій Кальяненко
53. Василь Логай
54. Сандерс (Руслан Мороз)
55. Юлія Лунга
56. Дмитро Іващенко
57. Анаїт Погосян
58. Юрій Яремчук[88][89]
59. Віталій Ілетічев
60. Валентина Паравян
61. Віталій Чирва

Окрім безпосередніх учасників проєкту, саме в рамках «Шансу» вперше глядачу було представлені співак Дзідзьо та гурт «Пающіє труси». Також країна дізналася найвідоміших хореграфів країни та познайомилася з їхніми колективами, зокрема серед них — Дмитро Коляденко та гурт Quest Pistols (які згодом самі стали учасниками першого квітневого випуску проєкту як співаки і розпочали після цього співочу кар'єру), балет «Ва-банк» (який потім теж перетворився на гурт), Олег Чорний (який згодом став відомим музичним продюсером), Олена Коляденко (яка згодом стала поставницою багатьох телевізійних шоу) тощо. Серед музичних продюсерів та звукорежисерів, які працювали з учасниками були Володимир Бебешко, Дмитро Клімашенко, Олександр Ягольник, Йосиф Мазур тощо. У проєкті були задіяні та стали відомими широкій погляді найпомітніші дизайнери та стилісти країни, серед яких Олексій Залевський, Лілія Літковська, Ольга Навроцька, Андре Тан, Руслан Захарченко тощо. Серед фотографів проєкту найбільш відомий — Олександр Ктиторчук.

## Схожі проєкти з елементами наслідування
- Мультитрек (Youtube, згодом — телеканал М1)[90]
- Неймовірні дуети (телеканал 1+1)[91]